# 17è Festival Internacional de Cinema de Moscou
El 17è Festival Internacional de Cinema de Moscou es va celebrar entre el 8 i el 19 de juliol de 1991. El Sant Jordi d'Or fou atorgat a la pel·lícula germanosoviètica Pegiy pyos, Begushchiy kraem morya dirigida per Karen Gevorkian.

## Jurat
- Oleg Yankovsky (URSS – President)
- Márta Mészáros (Hongria)
- Gabriele Rohrer-Kumlin (Alemanya)
- Kang Soo-yeon (Corea del Sud)
- Michèle Mercier (França)
- Dušan Makavejev (Iugoslàvia)
- Luigi Magni (Itàlia)
- Manuel Gutiérrez Aragón (Espanya)

## Pel·lícules en competició
Les següents pel·lícules foren seleccionades per la competició:
| Títol original                     | Director(s)               | País de producció        |
| ---------------------------------- | ------------------------- | ------------------------ |
| Gluvi barut                        | Bato Čengić               | Iugoslàvia               |
| Class Action                       | Michael Apted             | Estats Units             |
| Itt a szabadság!                   | Péter Vajda               | Hongria                  |
| The Doors                          | Oliver Stone              | Estats Units             |
| La tarea                           | Jaime Humberto Hermosillo | Mèxic                    |
| Don Juan en los infiernos          | Gonzalo Suárez            | Espanya                  |
| Al-moaten Masry                    | Salah Abu Seif            | Egipte                   |
| Madame Bovary                      | Claude Chabrol            | França                   |
| Chūjià nǚ                          | Jin Wang                  | R.P. de la Xina          |
| Father                             | John Power                | Austràlia                |
| Immer und ewig                     | Samir                     | Suïssa                   |
| Zakład                             | Teresa Kotlarczyk         | Polònia                  |
| Pegiy pyos, Begushchiy kraem morya | Karen Gevorkian           | Unió Soviètica, Alemanya |
| Verso sera                         | Francesca Archibugi       | Itàlia, França           |
| Cheongsongeuro ganeun kil          | Lee Doo-yong              | Corea del Sud            |
| Matti Manushulu                    | B. Narsing Rao            | Índia                    |
| Romeo                              | Rita Horst                | Països Baixos            |
| The Garden                         | Derek Jarman              | Regne Unit, Alemanya     |
| The Adjuster                       | Atom Egoyan               | Canadà                   |
| Sukiny deti                        | Leonid Filatov            | Unió Soviètica           |
| Das Heimweh des Walerjan Wróbel    | Rolf Schübel              | Alemanya                 |
| Gmar gavi'a                        | Eran Riklis               | Israel                   |

## Premis
- Sant Jordi d'Or: Pegiy pyos, Begushchiy kraem morya de Karen Gevorkian
- Sant Jordi de Plata Especial:
  - The Adjuster d'Atom Egoyan
  - Chūjià nǚ de Jin Wang
- Sant Jordi de Plata:
  - Actor: Mustafa Nadarević, Branislav Lečić per Gluvi barut
  - Actriu: Isabelle Huppert per Madame Bovary
- Menció Especial: La tarea de Jaime Humberto Hermosillo
- Premi FIPRESCI: Pegiy pyos, Begushchiy kraem morya de Karen Gevorkian
- Menció Especial: Razlučnica d'Amir Karakulov (fora de competició)
- Premid el Jurat Ecumènic: Pegiy pyos, Begushchiy kraem morya de Karen Gevorkian
- Menció Especial: Das Heimweh des Walerjan Wróbel de Rolf Schübel